# Cheiroglossa palmata
Cheiroglossa palmata is een varen uit de addertongfamilie (Ophioglossaceae).  De soort is zeldzaam, maar wijd verspreid in  tropische delen van Noord-, Midden- en Zuid-Amerika, Afrika en Zuidoost-Azië. 
Cheiroglossa palmata is anders dan de meeste Ophioglossales een epifytische varen die vooral in palmen groeit.

## Naamgeving enetymologie
- Synoniem: Ophioglossum palmatum L. 1753, Ophioderma palmata (L.) Nakai
- Engels: Hand fern, Dwarf staghorn, Hand tongue

De botanische naam Cheiroglossa is een samenstelling van Oudgrieks χείρ, cheir (hand) en γλῶσσα, glōssa (tong), naar de handvormig gelobde trofofoor. De soortaanduiding palmata betekent 'lijkend op een palm (van een hand)', en slaat eveneens op de vorm van het blad.

## Kenmerken
Cheiroglossa palmata is een epifytische varen met dunne, vertakte wortels die in humus of onder de bladbasis van de palm wortelen. Elke plant bestaat uit twee componenten, een gesteelde, onvruchtbare, bladvormige trofofoor en meerdere (tot tien) vruchtbare sporoforen, die ingeplant zijn op de bladsteel of aan de basis van het steriele blad. 
De trofofoor is tot 45 cm lang, stevig, glanzend groen, gesteeld, breed wigvormig, handdelig ingesneden met tot 7 ellips- tot lijnvormige lobben met spitse top en grove, netvormige nerven. De bladsteel is tot 1,5 cm dik, tot tweemaal langer dan het blad, dun en afhangend, aan de top dicht bezet met lichte haren.
De sporoforen zijn kort gesteelde, ongedeelde lancet- tot lijnvormige sporenaren, de sporenhoopjes in twee rijen gescheiden door een diepe gleuf.

## Habitat
Cheiroglossa palmata is een epifytische plant die vooral groeit op de stam van de palm Serenoa repens en voorkomt in moerassen en moerasbossen (hammocks).

## Voorkomen
De soort heeft een groot verspreidingsgebied, vooral in tropische streken van Noord-Amerika (Florida, Mexico, de Caraïben), Midden- en Zuid-Amerika. Verder op Madagaskar, de Seychellen en Reunion, en in Vietnam.
Botrychium (Maanvaren) · Botrypus · Cheiroglossa · Helminthostachys · Japanobotrychium · Mankyua · Ophioderma · Ophioglossum (Addertong) · Sceptridium